# Ібука Масару
І́бука Маса́ру  (井深大, 11 квітня 1908, Нікко — помер 19 грудня 1997, Токіо) — японський інженер і бізнесмен. Разом із Акіо Моріта заснував корпорацію Sony у 1946 році. Створив концепцію виховання і навчання дітей раннього віку, автор всесвітньо відомої книги «Після трьох вже пізно» («Kindergarten is Too Late»).

## Нагороди
- 1960 — «Медаль пошани із синьою стрічкою» від Імператора Японії.
- 1990 — «Премія споживчої електроніки», заснована IEEE на честь Масару Ібука.
- 1993 — Почесний громадянин Токіо.